# 杵臼村
杵臼村（きねうすむら）は、かつて北海道浦河郡に存在した村である。

## 沿革
- 1902年（明治35年）4月1日 - 北海道二級町村制施行により浦河郡杵臼村、幌別村の一部が合併し、杵臼村が発足。
- 1915年（大正4年）4月1日 - 浦河郡浦河町に編入。